# Velká Behaň
Velká Behaň, také Velká Běhaň (ukrajinsky Велика Бийгань, maďarsky Nagybégány) je obec v okrese Berehovo v Zakarpatské oblasti Ukrajiny. V obci sídlí rada velkobehaňské vesnické komunity, do které patří tato sídla: Velká Behaň, Malá Behaň, Astej, Hut, Dyjda, Močola, Huňadi.
Velkobehaňská vesnická komunita vznikla 1. června 2020, má rozlohu 98,7 km2, v roce 2020 zde žilo 7645 osob.

## Historie
Do uzavření Trianonské smlouvy byla obec součástí Uherska, poté byla součástí Československa. V roce 1921 zde stálo 182 domů a žilo zde  1032 obyvatel, z toho 3 Čechoslováci, 19 Rusínů, 967 Maďarů a 24 Židů; byl zde poštovní úřad.  V letech 1938 až 1945 byla Malá Behaň (na základě první vídeňské arbitráže) součástí Maďarského království. Od roku 1945 obec patřila k Ukrajinské sovětské socialistické republice, která byla součástí SSSR. Od roku 1991 je obec součástí nezávislé Ukrajiny.